# Vanessa Hudgens
Vanessa Anne Hudgens (* 14. prosince 1988 Salinas, Kalifornie) je americká herečka a zpěvačka. Jejím filmovým debutem byl film Třináctka z roku 2003 a Letka Bouřliváků z roku 2004. Známou se stala rolí v sérii filmů společnosti Disney Muzikál ze střední. Písničky z filmů se objevovaly v hudebních žebříčkách po celém světě. Skladba „Breaking Free“ se umístila v Top 10 amerického žebříčku Billboard Hot 100. To vedlo k vydání debutového alba 26. září 2006 s názvem V, které vstoupilo do hitparády Billboard 200 na 24. místě a později získalo zlatou desku. Její druhé album s názvem Identified bylo vydáno 1. července 2008.
Od vydání alb a série filmů Muzikál ze střední, se soustředila na hereckou kariéru. V roce 2009 se objevila v kriticky uznávaném filmu Ro(c)k ze střední. Po boku Dwayne Johnsona a Joshe Hutchersona si zahrála ve filmu Cesta na tajuplný ostrov 2. Se Selenou Gomez si zahrála ve filmu Spring Breakers (2013). V roce 2015 získala hlavní roli v Broadwayském muzikálu Gigi. Objevila se v živých televizních produkcích stanice Fox: Pomáda: Živě v roce 2016 a Rent: Live v roce 2019.

## Životopis
Narodila se v Salinas v Kalifornii a se svými rodiči žila na západním pobřeží, přes Oregon po Jižní Kalifornii. Jejím otcem byl Greg Hudgens, matkou je Gina Hudgensová (rozená Guangco). Greg Hudgens, který zemřel 30. ledna 2016, měl irsko-indiánské kořeny a matka má filipínsko-čínsko-latinské. Má mladší sestru Stellu, která je také herečkou.

## Kariéra

### 2002–2005: Začátky
Její herecká kariéra začala už v osmi letech. Od té doby už hrála v mnoha představeních a dostala spoustu divadelních rolí, například: Čaroděj ze země Oz, Popelka, Evita. Po dvou letech v muzikálech a divadelních hrách se rozhodla navštívit konkurzy do reklam a televizních seriálů. Její rodina se přestěhovala do Los Angeles, poté co jeden konkurz vyhrála. Krátce navštěvovala Orange Country High School of Arts, následně však začala být vyučována doma.
První velká herecká role přišla se sitcomem Still Standing, kde si zahrála roli Tiffany. Následovala hostující role v seriálu Oddělení loupeží a vražd vysílaném stanicí CBS v roce 2002. V roce 2003 se objevila ve filmu Třináctka, kde si zahrála vedlejší roli Noel, který získal komerční úspěch a vydělal 10 milionů dolarů po celém světě. V roce 2004 získala roli ve sci-fi filmu Letka Bouřliváků, inspirovaném stejnojmenným seriálem.

### 2006–2008:Muzikál ze střední,VaIdentified
V roce 2005 získala hlavní roli ve filmu stanice Disney Muzikál ze střední. V něm hraje Gabriellu Montez, která se na silvestrovském večírku seznámí s basketbalistou Troyem (Zac Efron), a společně si zazpívají duet "Start of Something New". Film měl premiéru 20. ledna 2006 a sledovalo ho 7,7 milionů diváků. Písnička "Breaking Free" se umístila v TOP 10 hitů žebříčku Billboard Hot 100. Hudgens začala pracovat na debutovém albu. Album V bylo vydáno 26. září 2006 a umístilo se na 24. místě žebříčku Billboard 200. V únoru 2007 bylo oceněno zlatým certifikátem. Muzikál ze střední 2 měl premiéru 17. srpna 2007 a sledovalo ho 17, 2 milionů diváků. V roce 2007 začala pracovat na druhém albu nazvaném Identifield, které vyšlo 1. července 2008. 24. října 2008 měl premiéru film Muzikál ze střední 3: Maturitní ročník, který byl jako jediný vydán do kin. Za první víkend vydělal 42 milionů dolarů.

### 2009–2011: Filmy, pauza od hudby a divadlo
Po úspěších se sérií filmů Muzikál ze střední potvrdila, že si chce dát pauzu od hudby a začít se věnovat filmu.Vedlejší roli získala ve filmu Ro(c)k ze střední, který měl premiéru 14. srpna 2009. Do divadla se vrátila s rolí Mimi v muzikálu Rent. Produkce probíhalo 6.–8. srpna na Hollywood Bowl. V roce 2011 se objevila ve filmu Netvor, inspirovaným stejnojmennou novelou Alexe Flinna. Film měl premiéru 4. března 2011 a získal negativní ohlas. S Emily Browning si zahrála ve filmu Sucker Punch, který za svůj první víkend v kinech vydělal 19 milionů dolarů. Za roli získala nominaci na Scream Awards.

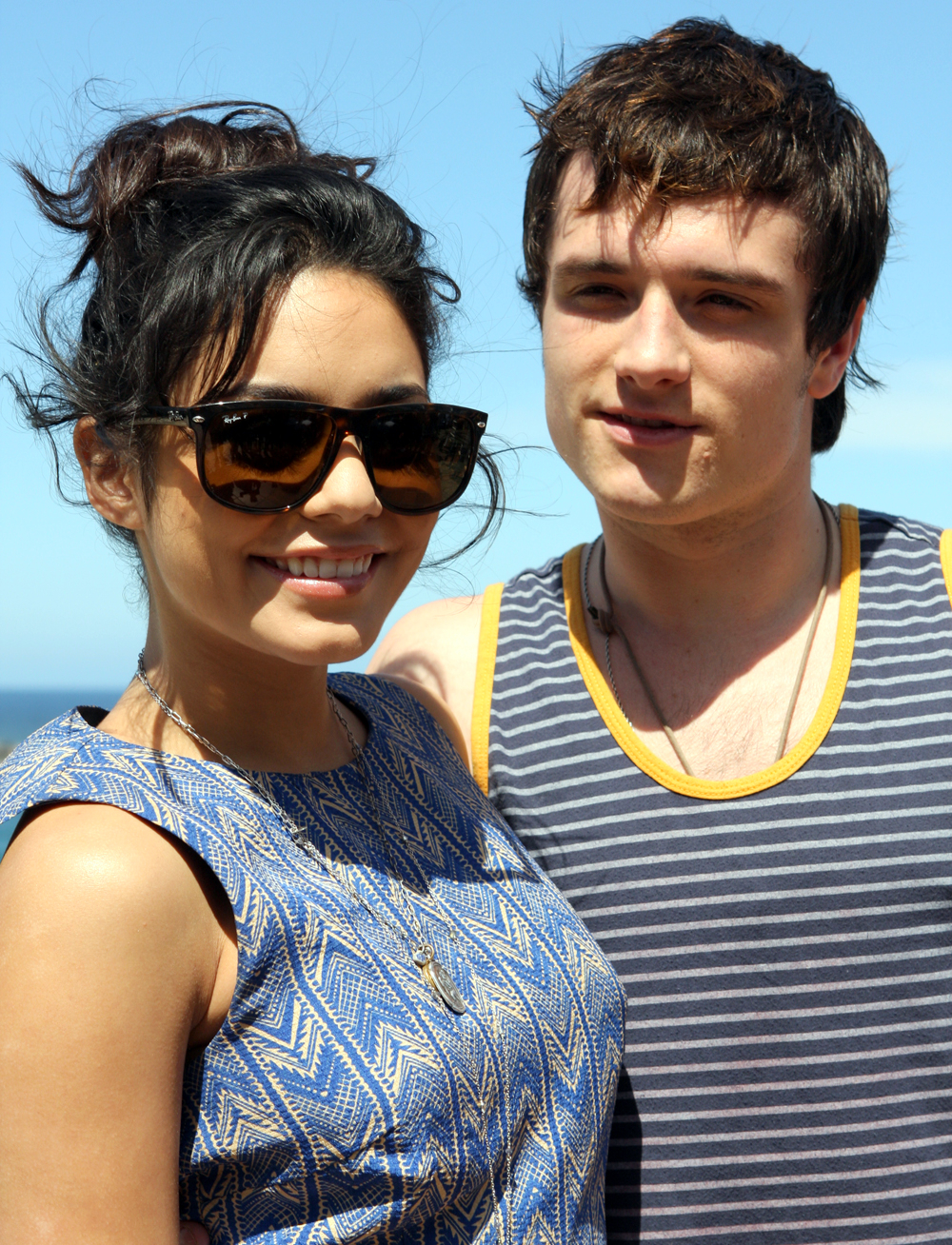
Vanessa Hudgens s Joshem Hutchersonem při propagaci filmu Cesta na tajuplný ostrov 2.

### 2012–dosud
V říjnu 2010 se připojila k Dwaynemu Johnsovi a Joshovi Huchersonovi ve filmu Cesta na tajuplný ostrov 2. V listopadu 2011 bylo oznámeno, že si zahraje po boku Seleny Gomez a Jamese Franca ve filmu Spring Breakers. V dubnu 2011 bylo oznámeno, že si zahraje ve filmu Dej mi domov. Také si zahrála Cindy ve filmu Zmrzlá sem.
V září bylo potvrzeno, že si zahraje v broadwayském muzikálu Gigi, jehož autory jsou skladatel Frederick Loewe a libretista Alan Jay Lerner.
Magazínu Flaunt v srpnu 2014, že nahrává novou hudbu. V roce 2016 ztvárnila roli Rizzo v televizní adaptaci muzikálu Pomáda, s názvem Pomáda: Živě, kterou živě vysílala televizní stanice Fox. Byla vybrána do hlavní role seriálu Powerless. Seriál byl zrušen po první řadě. Zahrála si v hudebním videu zpěváka Shawna Hooka k písničce „Reminding Me“. Byla obsazena do romantické komedii Znovu ve hře, kterou zrežíroval Peter Segal. Také byla obsazena do filmu Dog Days, ve kterém si zahraje s Ninou Dobrev a Finnem Wolfhardem. Natáčení filmu bylo zahájeno na konci roku 2017.
V roce 2018 si zahrála v romantickém filmu Netflix Princezna z cukrárny. Objevila se v roli Maureen Johnson v televizní adaptaci muzikálu Rent, s názvem Rent: Live stanice Fox. Po boku Jennifer Lopez si zahrála ve filmu Znovu ve hře.

## Osobní život
V roce 2005 začala chodit se Zacem Efronem, se kterým se seznámila při natáčení filmu Muzikál ze střední. Pár se rozešel v prosinci 2010. Od roku 2011 chodila s hercem Austinem Butlerem. Pár se v lednu 2020 po téměř 9letém vztahu rozešel. V prosinci 2023 se vdala za Cole Tuckera. Dne 10. března 2024 na udílení cen Oscar, oznámila že je těhotná.

## Filmografie

### Film
| Rok           | Název                                  | Role                               | Poznámky |
| ------------- | -------------------------------------- | ---------------------------------- | --- |
| 2003          | Třináctka                              | Noel                               | |
| 2004          | Letka Bouřliváků                       | Tintin                             | |
| 2006          | Muzikál ze střední                     | Gabriella Montez                   | Filmy z produkce Disney Channel Teen Choice Award v kategorii Nejlepší televizní chemie (se Zacem Efronem) (2006) Nominace - Imagen Foundation Award v kategorii Nejlepší televizní herečka (2006) Nominace - Teen Choice Award v kategorii Průlomová televizní hvězda (2006) Nominace - Young Artist Award v kategorii Nejlepší vystoupení ve filmu/miniseriál/speciálu - mladá herečka - komedie/drama (2007)                                                                                                  |
| 2007          | Muzikál ze střední 2                   | Gabriella Montez                   | Filmy z produkce Disney Channel |
| 2008          | Muzikál ze střední 3: Maturitní ročník | Gabriella Montez                   | Filmy z produkce Disney Channel Kid's Choice Award v kategorii Nejlepší filmová herečka (2009) Australian Kid's Choice Award v kategorii Nejlepší pár (2010) Nominace - Filmová cena MTV v kategorii Průlomové ženské vystoupení (2009) Nominace - Filmová cena MTV v kategorii Nejlepší polibek (se Zacem Efronem) (2009) Nominace - Teen Choice Award v kategorii Nejlepší filmová herečka - hudební/taneční (2009) Nominace - Teen Choice Award v kategorii Nejlepší filmový polibek (s Zacem Efronem) (2009) |
| 2009          | Ro(c)k ze střední                      | Sam                                | |
| 2011          | Netvor                                 | Lindy Taylor                       | Nominace - Teen Choice Award v kategorii Nejlepší filmový polibek (s Alexem Pettyferem) (2011) |
| 2011          | Sucker Punch                           | Blondie                            | |
| 2012          | Cesta na tajuplný ostrov 2             | Kailani                            | Nominace - Teen Choice Award v kategorii Nejlepší filmová herečka - sci-fi/fantasy (2012) Nominace - Kid's Choice Award v kategorii Nejlepší filmová herečka (2013) |
| 2012          | Spring Breakers                        | Candy                              | Nominace - Alliance of Women Film Journalists Award v kategorii Herečka, která potřebuje nového agenta (s Ashley Benson, Rachel Korine a Selenou Gomez) (2013) Nominace - FIlmová cena MTV v kategorii Nejlepší polibek (s Ashley Benson a Jamesem Francem) (2014) |
| 2013          | Zmrzlá sem                             | Cindy Paulson                      | |
| 2013          | Machete zabíjí                         | Cereza Desdemona                   | |
| 2013          | Dej mi domov                           | Agnes "Apple" Bailey               | |
| 2015          | Hříčky přírody                         | Lorelei                            | |
| 2018          | Znovu ve hře                           | Zoe                                | |
| 2018          | Princezna z cukrárny                   | Margaret Delacourt / Stacy De Novo | |
| 2018          | Dog Days                               | Tara                               | |
| 2019          | Polar                                  | Camille                            | |
| 2019          | Předvánoční večer                      | Brooke                             | také výkonná producentka |
| 2020          | Mizerové navždy                        | Maya                               | |
| 2020          | Princezna z cukrárny: Zase vyměněná    | Margaret Delacourt / Stacy De Novo | |
| 2021          | Tick, Tick… Boom!                      | Karessa Johnson                    | |
| 2021          | My Little Pony: Nová generace          | Sunny Starscout (hlas)             | |
| 2021          | Princezna z cukrárny: Hvězdná romance  | Margaret Delacourt / Stacy De Novo | také producentka |
| 2022          | Asking for It                          | Beatrice                           | |
| bude oznámeno | Downtown Owl                           | bude oznámeno                      | |

### Televize
| Rok           | Název                        | Role                                      | Poznámky                                                                    |
| ------------- | ---------------------------- | ----------------------------------------- | --------------------------------------------------------------------------- |
| 2002          | Still Standing               | Tiffany                                   | díl: „Still Rocking“                                                        |
| 2002          | Po stopách zločinu           | Nicole                                    | díl: „Had“                                                                  |
| 2003          | The Brothers Gacía           | Lindsay                                   | díl: „New Tunes“                                                            |
| 2005          | Quintuplets                  | Carmen                                    | díl: „The Coconut Kapow“                                                    |
| 2006          | Drake a Josh                 | Rebecca                                   | díl: „Little Sibling“                                                       |
| 2006          | Sladký život Zacka a Codyho  | Corrie                                    | 4 díly                                                                      |
| 2009          | Robot Chicken                | Lara Lor-Van / Butterbear / Erin Esurance | díl: „Especially the Animal Keith Crofford“                                 |
| 2012          | Napálené celebrity           | Sama sebe                                 | díl: „Lucy Hale“                                                            |
| 2013          | Inner Circle                 | Sama sebe                                 | televizní speciál                                                           |
| 2016          | Pomáda: Živě                 | Rizzo                                     | televizní speciál                                                           |
| 2017          | Powerless                    | Emily Locke                               | hlavní role                                                                 |
| 2017          | V divočině s Bearem Gryllsem | Sama sebe                                 | díl: „Vanessa Hudgens“                                                      |
| 2017          | Drop the Mic                 | Sama sebe                                 | díl: „Vanessa Hudgens vs. Michael Bennett / James Corden vs. Nicole Richie“ |
| 2018–2019     | Drunk History                | Johanka z Arku/Marge Callaghan/Mata Hari  | 3 díly                                                                      |
| 2019          | Rent: Live                   | Maureen Johnson                           | televizní speciál                                                           |
| 2022          | Entergalactic                | Karina (hlas)                             |                                                                             |
| bude oznámeno | Army of the Dead: Lost Vegas | Willow (hlas)                             |                                                                             |

### Divadlo
| Rok  | Název                       | Role          | Poznámky                                               |
| ---- | --------------------------- | ------------- | ------------------------------------------------------ |
| 1998 | Grinch                      | Cindy-Lou Who | Různé lokace                                           |
| 1998 | Král a já                   |               | Různé lokace                                           |
| 1999 | Damn Yankees                |               | Různé lokace                                           |
| 1999 | Čaroděj ze země Oz          | Dorothy Gale  | Různé lokace                                           |
| 2000 | Popelka                     | Popelka       | Různé lokace                                           |
| 2000 | Malá mořská víla            | Ariel         | Různé lokace                                           |
| 2001 | Šarlotina pavučinka         | Fern Arable   | Různé lokace                                           |
| 2001 | The Hunchback of Notre Dame | TBA           | Různé lokace                                           |
| 2002 | Vánoční koleda              | TBA           | Různé lokace                                           |
| 2002 | Carousel                    | TBA           | Různé lokace                                           |
| 2003 | Evita                       | TBA           | Různé lokace                                           |
| 2003 | The Music Man               | TBA           | Různé lokace                                           |
| 2010 | Rent                        | Mimi Marquez  | vystoupení na Hollywood Bowl                           |
| 2012 | The 24 Hour Plays           | Vanessa       | Broadway                                               |
| 2015 | Gigi                        | Gigi          | poprvé hráno v Kennedy Center, následovně na Broadwayi |
| 2018 | Život v Heights             | Vanessa       | Kennedy Center                                         |

## Diskografie
- V (2006)
- Identifield (2008)

## Turné
- The Party's Just Begun Tour (2006)
- High School Musical: The Concert (2006/2007)
- Identifield Summer Tour (2008)